# Miskolc Renegades 2020
Questa voce raccoglie le informazioni riguardanti i Miskolc Renegades nelle competizioni ufficiali della stagione 2020.

## Divízió II 2020

### Stagione regolare
| 6 settembre 2020 1ª giornata | CFS Guardians | 20 – 0 (a tavolino) | Miskolc Renegades |  |

| 20 settembre 2020 3ª giornata | Miskolc Renegades | 0 – 0 (a tavolino) | Jászberény Wolverines |  |

| 17 ottobre 2020 7ª giornata | Eger Heroes | 20 – 0 (a tavolino) | Miskolc Renegades |  |

| 31 ottobre 2020 8ª giornata | Miskolc Renegades | 0 – 20 (a tavolino) | Rebels Oldboys |  |

## Statistiche di squadra
| Competizione      | %Vittorie | In casa | In casa | In casa | In casa | In casa | In casa | In trasferta | In trasferta | In trasferta | In trasferta | In trasferta | In trasferta | Totale | Totale | Totale | Totale | Totale | Totale |
| Competizione      | %Vittorie | G       | V       | N       | P       | Pf      | Ps      | G            | V            | N            | P            | Pf           | Ps           | G      | V      | N      | P      | Pf     | Ps     |
| ----------------- | --------- | ------- | ------- | ------- | ------- | ------- | ------- | ------------ | ------------ | ------------ | ------------ | ------------ | ------------ | ------ | ------ | ------ | ------ | ------ | ------ |
| Stagione regolare | .000      | 1       | 0       | 0       | 1       | 0       | 20      | 2            | 0            | 0            | 2            | 0            | 40           | 3      | 0      | 0      | 3      | 0      | 60     |
| Totale            | .000      | 1       | 0       | 0       | 1       | 0       | 20      | 2            | 0            | 0            | 2            | 0            | 40           | 3      | 0      | 0      | 3      | 0      | 60     |